# The Vermilion Pencil
The Vermilion Pencil er en amerikansk stumfilm fra 1922 af Norman Dawn.

## Medvirkende
- Sessue Hayakawa som Tse Chan / Li Chan
- Ann May
- Misao Seki som Pai Wang
- Bessie Love som Hyacinth
- Sidney Franklin som Fu Wong
- Thomas Jefferson som Ho Ling